# Muricacea
Muricacea es una superfamilia de caracoles carnívoros marinos. Moluscos gastropodos marinos de la clase Neogastropoda.
En esta superfamilia se agrupan los caracoles tinteros, como el caracol murex y el caracol púrpura mexicano o Plicopurpura pansa.
La superfamilia Muricacea se caracteriza por presentar conchas cónicas, y fuertes, generalmente esculpidas, presentando un largo canal sifonal. Son representantes de la superfamilia: Murex, Chicoreus, Púrpura, Thais, Buccibun, Neptunea, Melongena, Busycon, Fasciolaria, Nassarus, Oliva, Voluta, Mitras, Marginella y Vassum.

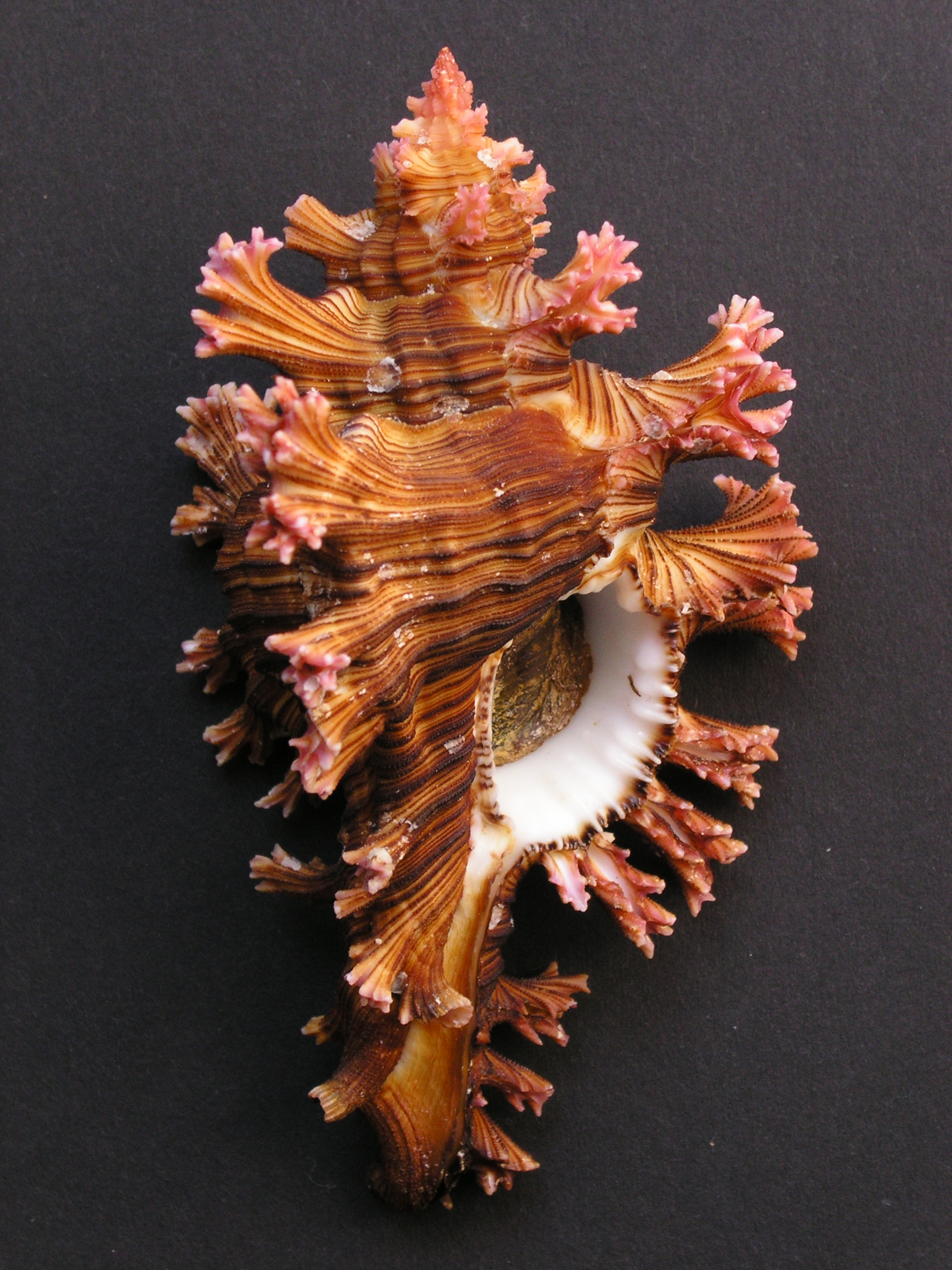
Chicoreus palmarosae

Contiene las siguientes familias:
Familia Muricidae
Familia Coralliophilidae
Familia Columbariidae
Familia Buccinidae
Familia Columbellidae
Familia Nassariidae
Familia Melongenidae
Familia Fasciolariidae
Familia Columbrariidae
Familia Volutidae
Familia Olividae
Familia Harpidae
Familia Vasidae
Familia Marginellidae
Familia Mitridae
Familia Volutomitridae
Familia Vexillidae
- Datos: Q6032976
- Multimedia: Muricoidea / Q6032976
- Especies: Muricoidea